# Tonotopie
Tonotopie, letterlijk: de plaats van of het plaatsen van tonen, betekent de codering van geluidsfrequenties door plaats. Geluidsfrequenties, dus toonhoogten, worden in het slakkenhuis van het binnenoor, maar ook in de primaire gehoorschors in corresponderende gebieden vastgelegd.